# Zhang Kailin
Dit is een Chinese naam; de familienaam is Zhang.
Zhang Kailin (28 januari 1990) is een tennisspeelster uit China. Zhang is actief in het proftennis sinds 2010.

## Loopbaan

### Enkelspel
Zhang debuteerde in 2008 op het ITF-toernooi van Sutama (China). Zij stond in 2011 voor het eerst in een finale, op het ITF-toernooi van Jakarta (Indonesië) – zij verloor van de Indonesische Ayu Fani Damayanti. In 2014 veroverde Zhang haar eerste titel, op het ITF-toernooi van Shenzhen (China), door landgenote Tian Ran te verslaan. Later dat jaar won Zhang nog een tweede ITF-titel, in Zhengzhou (China).
In 2014 kwalificeerde Zhang zich voor het eerst voor een WTA-hoofdtoernooi, op het toernooi van Nanchang. Zij bereikte nog geen WTA-enkelspelfinale. Haar beste resultaat op de WTA-toernooien is het bereiken van de kwartfinale, op het WTA-toernooi van Guangzhou 2014, waar zij de als zevende geplaatste Slowaakse Jana Čepelová klopte.
Haar hoogste notering op de WTA-ranglijst is de 190e plaats, die zij bereikte in november 2014.

### Dubbelspel
Zhang behaalde in het dubbelspel betere resultaten dan in het enkelspel. Zij debuteerde in 2008 op het ITF-toernooi van Tokio (Japan) samen met landgenote Mei Jiabei. Zij stond in 2010 voor het eerst in een finale, op het ITF-toernooi van Hefei (China), samen met landgenote Bai Xi – zij verloren van het Chinese duo Tian Ran en Zheng Saisai. In 2011 veroverde Zhang haar eerste titel, op het ITF-toernooi van Jakarta (Indonesië), samen met landgenote Zheng Junyi, door het Indonesische duo Bella Destriana en Nadya Syarifah te verslaan. In totaal won zij tien ITF-titels, waarvan zeven in 2014.
In 2014 speelde Zhang voor het eerst op een WTA-hoofdtoernooi, op het toernooi van Nanchang, samen met landgenote Han Xinyun. Zij stond later dat jaar voor het eerst in een WTA-finale, op het toernooi van Ningbo, weer samen met Han Xinyun – zij verloren van het koppel Arina Rodionova en Olha Savtsjoek.
Haar hoogste notering op de WTA-ranglijst is de 125e plaats, die zij bereikte in november 2014.

## Posities op deWTA-ranglijst
Positie per einde seizoen:
| jaar | rang enkelspel | rang dubbelspel |
| ---- | -------------- | --------------- |
| 2010 | 694            | 444             |
| 2011 | 651            | 434             |
| 2012 | 393            | 380             |
| 2013 | 740            | 811             |
| 2014 | 190            | 125             |
| 2015 | 139            | 103             |
| 2016 | 130            | 126             |
| 2017 | 206            | 334             |
| 2018 | 260            | 1210            |

## Palmares
| Legenda                 |
| ----------------------- |
| Grandslamtoernooi       |
| Olympische Spelen       |
| Year-End Championships  |
| Premier Mandatory       |
| Premier Five / WTA 1000 |
| Premier / WTA 500       |
| International / WTA 250 |
| Challenger / WTA 125    |

### WTA-finaleplaatsen enkelspel
geen

### WTA-finaleplaatsen vrouwendubbelspel
| nr.              | finale     | toernooi   | ondergrond | partner      | tegenstandsters                | score            |         |
| ---------------- | ---------- | ---------- | ---------- | ------------ | ------------------------------ | ---------------- | ------- |
| gewonnen finales |            |            |            |              |                                |                  |         |
| 1.               | 2015-09-13 | WTA Dalian | hardcourt  | Zheng Saisai | Chan Chin-wei Darija Jurak     | 6-3, 6-4         | details |
| verloren finales |            |            |            |              |                                |                  |         |
| 1.               | 2014-11-02 | WTA Ningbo | hardcourt  | Zheng Saisai | Arina Rodionova Olha Savtsjoek | 6-4, 6-7, [6-10] | details |

## Resultaten grandslamtoernooien
| Legenda | Legenda                          |
| ------- | -------------------------------- |
| g.t.    | geen toernooi gehouden           |
| l.c.    | lagere categorie                 |
| –       | niet deelgenomen                 |
| G       | uitgeschakeld in de groepsfase   |
| 1R      | uitgeschakeld in de eerste ronde |
| 2R      | uitgeschakeld in de tweede ronde |
| 3R      | uitgeschakeld in de derde ronde  |
| 4R      | uitgeschakeld in de vierde ronde |
| KF      | uitgeschakeld in de kwartfinale  |
| HF      | uitgeschakeld in de halve finale |
| F       | de finale verloren               |
| W       | het toernooi gewonnen            |
| w-v     | winst/verlies-balans             |

### Enkelspel
geen

### Vrouwendubbelspel
| toernooi        | 2015 | 2016 |
| --------------- | ---- | ---- |
| Australian Open | –    | 1R   |
| Roland Garros   | –    | –    |
| Wimbledon       | 1R   | –    |
| US Open         | –    | 1R   |